# 帕戈韦伊阿诺
帕戈韦伊阿诺（義大利語：Pago Veiano），是意大利贝内文托省的一个市镇。总面积23.7平方公里，人口2603人，人口密度109.8人/平方公里（2009年）。ISTAT代码为062046。